# Katja Brunner
Katja Brunner (* 1991 in Zürich) ist eine Schweizer Autorin.

## Leben
Katja Brunner ist die Tochter des Oberstaatsanwalts Andreas Brunner. Sie besuchte das Literargymnasium Rämibühl in Zürich bis zur Matura 2009 und studierte Literarisches Schreiben am Schweizerischen Literaturinstitut Biel (einem Fachbereich der Hochschule der Künste Bern) sowie Szenisches Schreiben an der Universität der Künste Berlin.
Im Alter von 18 Jahren verfasste sie im Rahmen des Autorenprojekts «Dramenprozessor» des Zürcher Theaters an der Winkelwiese das Stück «Von den Beinen zu kurz» über sexuellen Missbrauch aus der Sicht des Opfers, das am 31. März 2012 am Theater an der Winkelwiese uraufgeführt wurde. Die deutsche Erstaufführung folgte am 5. Januar 2013 am Staatstheater Hannover. Die hannoversche Produktion wurde 2013 zum Mülheimer Theaterfestival «Stücke. Mülheimer Theatertage» eingeladen, bei dem Katja Brunner für das Stück mit dem renommierten Mülheimer Dramatikerpreis ausgezeichnet wurde. Sie ist somit die jüngste Preisträgerin in der Geschichte des Preises. Im Jahr 2013 wurde sie von der Kritiker-Jury der Fachzeitschrift Theater heute zur Nachwuchsdramatikerin des Jahres gewählt. Im selben Jahr war sie mit «Die Hölle ist auch nur eine Sauna» zum Heidelberger Stückemarkt nominiert. Ihr Debütstück «Von den Beinen zu kurz» wurde unter anderem ins Spanische übertragen und wird in Buenos Aires, Argentinien erfolgreich gespielt. 2014 kam «Ändere den Aggregatzustand deiner Trauer» am Luzerner Theater in der Regie von Marco Štorman zur Uraufführung. Im darauffolgenden Jahr kam es zur Uraufführung von «geister sind auch nur menschen», einem Auftragswerk für das Luzerner Theater «über das unselbständige, rundum betreute Dasein, den letzten Abschnitt des langen Lebens.» In Die Hand ist ein einsamer Jäger, das 2019 an der Volksbühne Berlin uraufgeführt wurde thematisiert Katja Brunner „Übergriffe, Selbsthass und den Zwang zur Selbstoptimierung“.
Auch als Performerin trat Katja Brunner an die Öffentlichkeit, unter anderem bei Salome Schneebeli und Ivna Žic am Theaterhaus Gessnerallee in Zürich, mit Nils Amadeus Lange unter anderem in der Performance Die Kotze auf dem heissen Blechdach beim Zürcher Theater Spektakel und mit ihrer Gruppe Die Schinken von morgen.
Zudem publiziert sie regelmässig Texte in Literaturzeitschriften und Zeitungen. Während der Theatersaison 2014/15 war Brunner Hausautorin am Luzerner Theater und unterhielt eine eigene Late Night Show. Sie lebt in Zürich und Berlin.
Im Februar 2018 wurde Katja Brunner für ihre Arbeit der mit 30.000 CHF dotierte Förderpreis des Kulturpreises des Regierungsrates Zürich verliehen.
2019 gründet Katja Brunner gemeinsam mit Gianna Molinari, Anaïs Meier, Sarah Elena Müller, Michelle Steinbeck, Tabea Steiner und Julia Weber das feministische Autorinnen-Kollektiv «RAUF».
Medial breites Echo fand Brunners Bearbeitung Richard III – Mitteilungen der Ministerin der Hölle am Schauspiel Köln.
Ihr Buchdebüt geister sind auch nur menschen erscheint 2021 bei der gesunde menschenversand und wird mit einem terra nova Preis der Schillerstiftung geehrt.

## Werke

### Theater
- von den beinen zu kurz, Schauspiel, Uraufführung 2012, Theater Winkelwiese Zürich, Regie: Antje Thoms; Deutsche Erstaufführung 2013, Staatstheater Hannover, Regie: Heike M. Goetze. Im Druck erscheinen als Beilage zu Theater heute, 54. Jg. 2013, Heft 5;
- Die Hölle ist auch nur eine Sauna, Schauspiel, Uraufführung 2014, Theater Rampe, Regie: Marie Bues
- Ändere den Aggregatzustand deiner Trauer, Schauspiel, Uraufführung 2014, Luzerner Theater, Regie: Marco Štorman; im Druck erschienen in Theater der Zeit, Gunnar Decker: Die Selbstentfesselungskünstlerin, 04/2014
- Geister sind auch nur Menschen, Schauspiel, Uraufführung 2014, Luzerner Theater, Regie: Heike M. Goetze. Im Druck erschienen in Theater der Zeit, Gunnar Decker: Fahrlässigkeit am eigenen Ich, 06/2015;
- Ich schlief mit Gott, Schauspiel, Uraufführung 2017, Staatstheater Mainz, Regie Marco Štorman
- Den Schlächtern ist kalt oder Ohlalahelvetia, Schauspiel, Uraufführung 2017, Schauspielhaus Zürich, Regie Barbara Falter
- Die Hand ist ein einsamer Jäger, Schauspiel, Uraufführung 2019, Volksbühne Berlin, Regie Pınar Karabulut
- Die Kunst der Wunde, Schauspiel, Uraufführung 2022, Schauspiel Leipzig, Regie Katrin Plötner
- Richard III – Mitteilungen der Ministerin der Hölle, Schauspiel, Uraufführung 2022, Schauspiel Köln, Regie Pınar Karabulut

### Hörspiel
- 2012 Ihr habt nichts zu verlieren ausser eurer Angst, Kurzhörspiel, SRF[4]
- 2014 von den beinen zu kurz, Regie: Erik Altorfer, Komposition: Martin Schütz, WDR (Hörbuch-CD 2015 Der gesunde Menschenversand)
- 2017 Geister sind auch nur Menschen, Regie: Erik Altorfer, Komposition: Mario Marchisella, SRF[25]
- 2021 Die Hand ist ein einsamer Jäger, Regie: die Autorin und Ivna Žic, Komposition: Matija Schellander, DLF Kultur